# 천공의 성 라퓨타
《천공의 성 라퓨타》(일본어: 天空の城ラピュタ)는 1986년 일본의 판타지 모험 애니메이션 영화로, 미야자키 하야오 감독이 스튜디오 지브리에서 내놓은 첫 번째 작품이다. 하늘을 날아다니는 성 라퓨타 제국과 그 성을 날아다닐 수 있게 하는 전설의 비행석(石)을 둘러싼 모험을 그린다.
라퓨타라는 이름은 걸리버 여행기에 나오는 라퓨타가 하늘을 날아다니기 때문에 그 이름에서 빌려 온 것으로 주인공 시타와 파즈가 라퓨타를 향해 모험을 떠나는 이야기이다.

## 줄거리
정부 요원 무스카에게 납치된 고아 소녀 시타를 태운 비행선이 공적 도라와 그의 일당의 공격을 받는다. 도라 일당은 시타의 수정 목걸이를 노리고 있었다. 도망을 시도하던 시타는 비행선에서 떨어지지만, 갑자기 빛나기 시작한 수정의 마법으로 구해져 천천히 땅으로 내려온다. 19세기의 광산 마을에서 기계공으로 일하는 고아 파즈는 시타를 받아내 자신의 집으로 데려가 휴식을 취하게 한다. 다음 날 아침, 파즈는 시타에게 자신의 아버지가 찍은 사진을 보여준다. 사진 속에는 파즈가 찾고 있는 전설 속 하늘을 나는 섬 위의 성, 라퓨타가 있었다. 얼마 지나지 않아 도라의 일당과 무스카의 군인들이 시타를 찾아 나타난다. 파즈와 시타는 마을을 통해 쫓기다가 광산 갱도로 떨어지지만, 다시 한 번 수정에 의해 구출된다. 갱도에서 둘은 폼 아저씨를 만나는데, 그는 시타의 수정과 같은 물질인 빛나는 광물 에테리움의 매장지를 보여준다.
시타는 파즈에게 자신이 라퓨타와 연관된 비밀스러운 이름을 가지고 있다고 밝히며, 전설이 사실임을 증명한다. 군대는 두 사람을 요새에 구금한다. 무스카는 시타에게 하늘에서 떨어진 죽은 로봇을 보여주는데, 로봇에는 시타의 수정과 같은 문양이 새겨져 있었다. 무스카는 시타가 라퓨타 왕좌의 상속자라고 밝힌다. 무스카는 시타가 군대를 라퓨타로 안내하는 조건으로 파즈를 석방한다. 집으로 돌아온 파즈는 요새에서 수정을 빼앗으려는 도라의 일당에게 잡힌다. 파즈는 시타를 구하기 위해 일당에 합류한다. 요새에서 시타는 어머니에게 배운 고대의 주문을 외우다가 실수로 수정의 마법을 작동시켜 로봇을 되살린다. 로봇은 군대로부터 시타를 보호하고 무기로 요새를 파괴하지만, 군용 비행선 골리앗에 의해 파괴된다. 혼란 속에서 파즈와 도라가 시타를 구출한다. 하지만 시타의 수정은 뒤에 남겨지고, 여전히 작동 중인 수정의 마법으로 무스카는 라퓨타로 향할 수 있게 된다.
시타는 수정이 가리킨 방향을 보았고 라퓨타로 갈 수 있게 되어, 파즈가 도라를 설득하는 것을 돕는다. 도라의 선원이 되는 조건으로 그들을 라퓨타로 데려가기로 한다. 그날 밤, 시타와 파즈가 감시탑에서 경계를 서고 있을 때 골리앗이 갑자기 도라의 비행선을 공격한다. 도라는 비행선에 줄로 연결된 글라이더 역할도 하는 감시탑을 분리한다. 파즈는 자신의 아버지가 라퓨타를 보았다고 생각되는 거대한 폭풍을 발견한다. 도라는 구름 속으로 조종하려 하지만 강한 바람에 막힌다. 골리앗이 비행선을 파괴하면서 글라이더와 연결된 줄이 끊어진다. 시타와 파즈는 난기류가 심한 번개 폭풍을 통과한다.
둘은 라퓨타에 무사히 착륙하는데, 약간의 동식물과 평화로운 로봇 한 대를 제외하고는 아무도 없었다. 성은 폐허가 되어 있었고, 거대한 나무가 섬 꼭대기에서 자라고 있었다. 도라의 일당을 포로로 잡은 군대가 도착해 성을 약탈하기 시작한다. 무스카와 그의 공모자들은 군대를 배신하여 통신 시스템을 파괴하고 시타를 성의 중심부로 데려간다. 파즈는 도라의 일당을 구출한 뒤 무스카를 추격한다. 성의 중심부는 라퓨타의 고대 지식과 무기가 있는 곳으로, 무스카는 시타의 수정으로 이를 작동시키며 자신 역시 라퓨타 왕실의 후손임을 밝힌다. 바다 위에서 거대한 폭발을 일으키고 골리앗을 파괴하며 라퓨타의 힘을 보여준 무스카는, 자신과 시타보다 열등하다고 여기는 인류를 파괴하려 한다. 공포에 질린 시타는 수정을 되찾아 도망치지만, 무스카는 라퓨타의 왕좌실에서 그를 가로막는다.
파즈는 왕좌실에 잠입해 잠시 휴전을 제안한다. 시타는 파즈에게 또 다른 고대의 주문인 파괴의 주문을 가르쳐준다. 주문으로 인해 무스카는 추락사하고, 거대한 나무는 라퓨타가 파괴될 때 시타와 파즈를 보호한다. 성의 나머지 부분과 도라의 글라이더는 거대한 나무에 의해 보존되고, 섬은 우주로 올라간다. 시타, 파즈, 그리고 도라의 일당은 탈출해 잠시 재회한 뒤 각자의 길을 떠난다.

## 성우진
| 배역          | 일본어 성우                 | 한국어 성우 | 영어 성우 (1998년 디즈니)     |
| ------------- | --------------------------- | ----------- | ----------------------------- |
| 파즈          | 타나카 마유미               | 이미자      | 제임스 밴더비크               |
| 시타          | 요코자와 게이코             | 정미숙      | 애나 패퀸 데비 데리베리(아역) |
| 무스카        | 오타케 시노부               | 성완경      | 마크 해밀                     |
| 도라          | 하쓰이 고토에               | 성선녀      | 클로리스 리치먼               |
| 모우로 장군   | 나가이 이치로               | 온영삼      | 짐 커밍스                     |
| 샤를르        | 가미야마 다쿠조             | 홍승표      | 마이클 맥셰인                 |
| 루이          | 야스하라 요시토             | 장광        | 맨디 퍼팅킨                   |
| 앙리          | 가메야마 스케키요           | 전광주      | 앤디 딕                       |
| 기관장 할아범 | 사이카치 류지               | 장광        | 에디 프리어슨                 |
| 폼 노인       | 도키타 후지오               | 장광        | 리처드 다이서트               |
| 썬글라스      | 오쓰카 호추 스가와라 마사시 | 이장우      | -                             |
| 더피 아저씨   | 이토 히로시                 | 양석정      | 존 호스테터                   |
| 아줌마        | 와시오 마치코               | 조영미      | 트레스 맥닐                   |
| 맛지          | TARAKO                      | 배정민      | 데비 데리베리                 |
| 기관사 아저씨 | 니시무라 도모미치           | 신한호      | 맷 K. 밀러                    |

## 같이 보기
- 치비타 디 바뇨레죠(en:Civita di Bagnoregio) - 모티브가 된 이탈리아 비테르보도 바뇨레조에 있는 성(城) 마을
- 아틀란티스: 잃어버린 제국
- 장르
  - SF
    - 레트로 퓨처리즘
    - 스팀펑크

  - 판타지
- 작중 등장하는 메카닉의 모델
  - 개틀링 건
  - 펄스제트
  - 발파기 (Blasting machine)
  - 장갑열차 (Armoured train)
  - 비행선
- 작품과 관련된 작품
  - 신비한 바다의 나디아
  - 걸리버 여행기
  - 하늘을 나는 공상의 기계들(空想の空飛ぶ機械達)